# Шестаково (Кемеровская область)
Шестако́во — деревня Чебулинского района Кемеровской области, входит в состав Усть-Сертинского сельского поселения. Находится на правом берегу реки Екитаж (приток Кии). Известна благодаря самому крупному в России кладбищу динозавров.

## Население
| 2010 |
| ---- |
| 254  |

## Шестаковский комплекс раннемеловых позвоночных

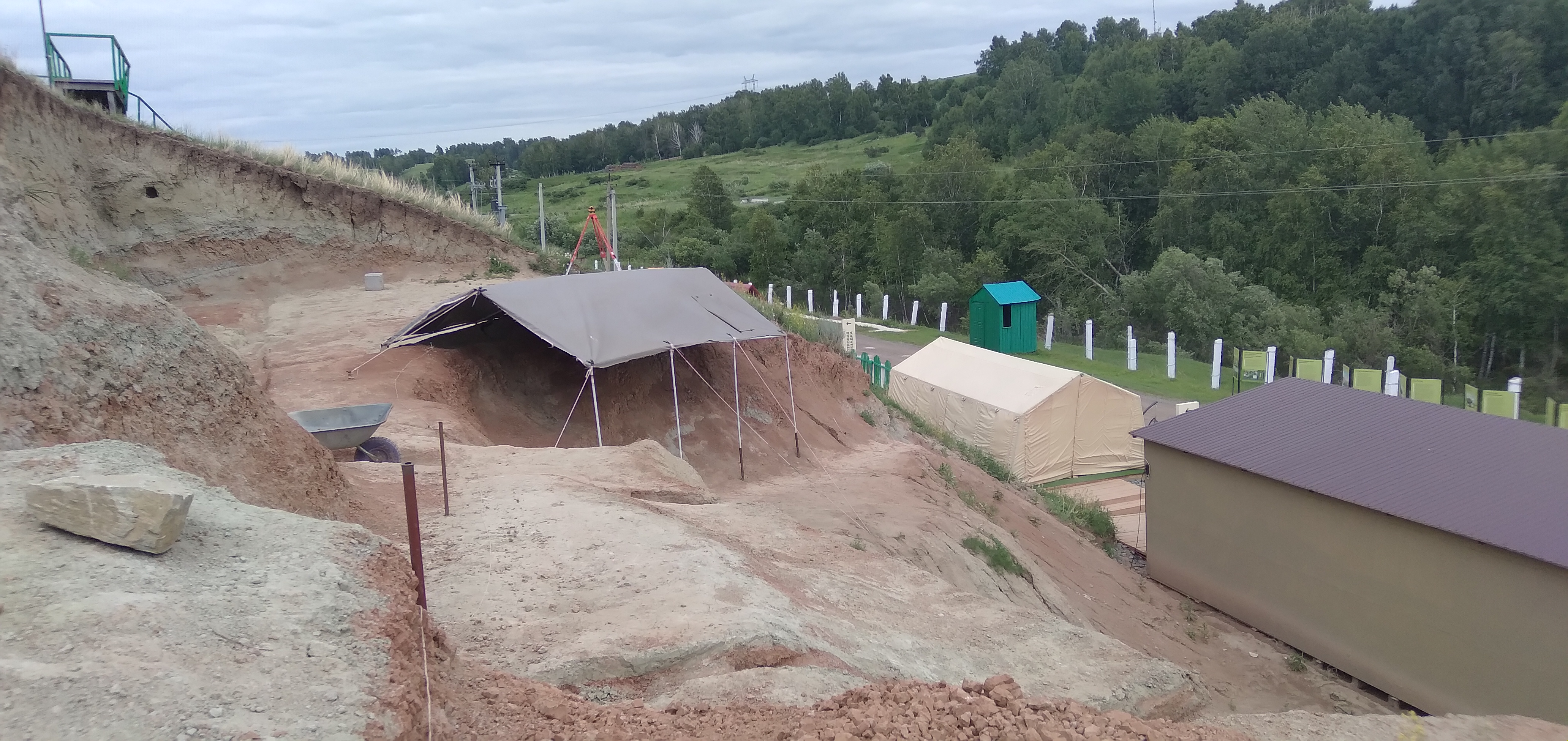
Раскоп на местонахождении «Шестаково-3»

У деревни Шестаково, на правом берегу реки Кия, находится «Шестаковский комплекс раннемеловых позвоночных» (илекская свита; баррем—апт, около 129,4—113 млн лет назад). В 1953 году геолог А. А. Моссаковский обнаружил в обрыве реки Кии фрагменты передней конечности, которые ныне относят к виду небольших растительноядных динозавров Psittacosaurus sibiricus (сибирский пситтакозавр) из клады или инфраотряда Ceratopsia (цератопсы). В том же году в этом же обнажении, названном Шестаковский Яр или «Шестаково-1», И. В. Лебедев обнаружил череп и переднюю конечность пситтакозавра. В 1957—1958 годы палеонтолог Иван Ефремов, в ходе переписки со школьником Геннадием Прашкевичем (ныне — известный писатель), поручил школьникам проводить раскопки на Шестаковском яру. Кости динозавров не удалось обнаружить, и местонахождение было почти забыто. Систематичные палеонтологические исследования в районе Шестаково начались в 1990-х годах и продолжаются до сих пор.
Поиск окаменелостей на Шестаковском яру осуществляется прежде всего методом промывки костеносных отложений. Помимо пситтакозавра, динозавры «Шестаково-1» представлены остатками стегозавров, гигантских завропод, включая вид Sibirotitan astrosacralis (сибиротитан), древних птиц, а также зубами «гипсилофодонтид» и хищных теропод (дромеозаврид, троодонтид и, возможно, тираннозавроид). Кроме того, на яру найдены остатки лучепёрых рыб, хвостатых земноводных (Kiyatriton leshchinskiyi), ящериц, черепах (Kirgizemys sp.); по зубам известны птерозавры группы орнитохейрид, различные примитивные млекопитающие, докодонты (Sibirotherium rossicus) и одни из самых последних представителей немаммальных синапсид — тритилодонтиды (род Xenocretosuchus или Stereognathus).
Точка «Шестаково-3» стала вторым местонахождением в России после Благовещенска, где обнаружены полные скелеты динозавров. В местных отложениях найдены остатки пситтакозавров (P. sibiricus и P. sp.), завропод (Sauropoda) и хищных динозавров (теропод), включая цевку примитивной птицы (авиала) Evgenavis nobilis. Существенную научную ценность представляет яйцо троодонтида или птицы Prismatoolithus ilekensis. Описаны два вида крокодиломорфов (Tagarosuchus kulemzini и Kyasuchus saevi), остатки ящериц, рыб, зубы тритилодонтид и млекопитающих.
Более скудным материалом представлены остатки из местонахождений «Шестаково-2» и «Шестаково-4».